# ليليان هيلين الكسندر
ليليان هيلين الكسندر (بالإنجليزية: Lilian Helen Alexander)‏ هي جَرّاحة أسترالية، ولدت في 15 مارس 1861، وتوفيت في 18 أكتوبر 1934.